# Maruyama Ōkyo
Maruyama Ōkyo, född 12 juni 1733, död 31 augusti 1795, var en japansk målare.

## Biografi
Maruyama utbildades i Kanoskolan, stod delvis under europeiskt inflytande och upptog i sin konst även en mängd drag från Sung- och Yüantidens mästare, som han flitigt kopierade. Han sällsynta begåvning sammansmälte dessa skilda drag till en personlig stil, som gav honom berömmelse och en mängd förnämliga uppdrag. Bland annat utsmyckade han kejserliga palatset efter Kyotos brand 1788 och en rad av Japans större tempel.
Påverkad av europeisk perspektivlära och av kinesernas impressionistiska rörelseskildringar skapade han en ny realistisk återgivningskonst som gjorde honom eftersökt. Den av honom grundade Maruyamaskolan blev snart ledande.